# 石井貫太郎
石井 貫太郎（いしい かんたろう、1961年 - ）は、日本の政治学者。専門は、政治学・国際政治理論。目白大学社会学部教授。

## 略歴
東京都生まれ。1984年青山学院大学経済学部卒業。1986年同大学院経済学研究科修士課程、1990年慶應義塾大学大学院法学研究科博士課程退学、法学博士の学位を取得。東洋英和女学院短期大学専任講師、東洋英和女学院大学専任講師・助教授を経て、現在、目白大学社会学部教授。

## 著書

### 単著
- 『国際政治分析の基礎』（晃洋書房, 1993年）
- 『現代国際政治理論』（ミネルヴァ書房, 1993年／増補改訂版, 2002年）
- 『現代の政治理論――人間・国家・社会』（ミネルヴァ書房 , 1998年）
- 『現代社会を論ずるための30章――これだけは知っておきたい！！』（芦書房, 2003年）
- 『リーダーシップの政治学』（東信堂, 2004年）

### 編著
- 『国際関係論へのアプローチ――理論と実証』（ミネルヴァ書房, 1999年）
- 『国際関係論のフロンティア』（ミネルヴァ書房, 2003年）
- 『開発途上国の政治的リーダーたち――祖国の建設と再建に挑んだ14人』（ミネルヴァ書房, 2005年）
- 『現代世界の女性リーダーたち――世界を駆け抜けた11人』（ミネルヴァ書房, 2008年）

### 共編著
- （齊藤毅憲）『グローバル時代の企業と社会』（ミネルヴァ書房, 2002年）